# Cindy Bruna
Cindy Bruna (Saint-Raphaël, 27 settembre 1994) è una supermodella francese.

## Biografia
Di padre italiano e madre congolese, ha sfilato tra l'altro per Giorgio Armani, Givenchy e Moschino; per il sito Models.com è, alla fine del 2014, una delle prime 50 top model al mondo. Ha posato per le copertine di Vogue edizione italiana (nel dicembre 2013 e settembre 2014) e Marie Claire edizione italiana, nel febbraio 2014, comparendo anche nella campagna pubblicitaria per la collezione primavera-estate 2014 di Prada. Ha posato per Steven Meisel e firmato un'esclusiva per Calvin Klein. Nel 2013 debutta alla sfilata del Victoria's Secret, partecipando anche l'anno successivo.

## Agenzie
Le agenzie con cui lavora sono a New York la Wilhelmina Models e a Londra la Elite Model Management.